# Iglesia de la Asunción de Nuestra Señora (Foyos)
La iglesia de la Asunción de Nuestra Señora (en valenciano Església parroquial de l'Assumpció de la Mare de Déu) es un templo católico situado en la plaza del Poble de Foyos (Valencia, España).
Comenzó a construirse en 1730 según los planos del maestro Joan Baptista Mingues (o José Minguez). Se trata de un edificio de tres naves y crucero, con una torre campanario de la misma época que la iglesia. De su interior cabe mencionar varios retablos barrocos, así como imaginería y pinturas neoclásicas. Destaca especialmente la imagen de la Virgen del Patrocinio, patrona de Foyos. Es conocida como la "Catedral de l'Horta". 